# Stallehr
Stallehr é um município da Áustria, situado no distrito de Bludenz, na estado de Vorarlberg. Tem 1,64 km² de área e sua população em 2019 foi estimada em 275 habitantes.